# Žiarska dolina
Žiarska dolina je údolí situované na jižní straně Západních Tater na Slovensku. Protéká jim potok Smrečianka a vede do něj asfaltová cesta spolu s modře značenou turistickou trasou ze Žiaru do Smutného, Žiarského nebo Baníkovského sedla. V horní části údolí stojí zrenovovaná Žiarska chata, v ústí údolí je vybudováno rekreační středisko (chaty, lyžařské vleky, salaš).

## Turistické chodníky
- – ústí Žiarskej doliny – Smutné sedlo (3,5h)
- – ústí Žiarskej doliny – Baranec (3,5h)
- – ústí Žiarskej doliny – Račkova dolina (1,5h)
- – Baníkov – Tri kopy – Plačlivé (3,5h)

### Externí odkazy

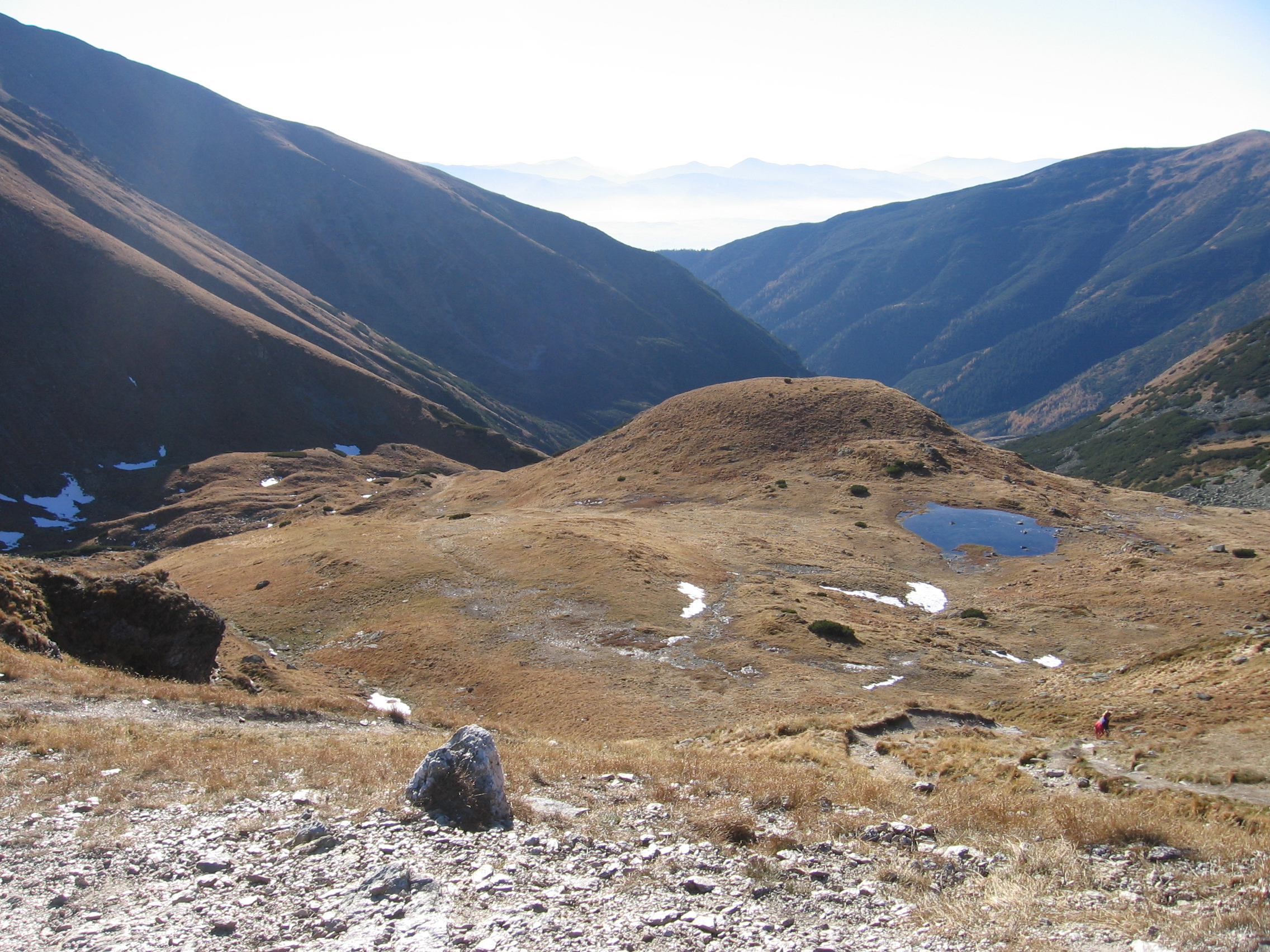
Žiarské pleso pod Žiarským sedlem